# Siccia taiwana
Siccia taiwana är en fjärilsart som beskrevs av Alfred Ernest Wileman 1911. Siccia taiwana ingår i släktet Siccia och familjen björnspinnare. Inga underarter finns listade i Catalogue of Life.